# Epipleoneura uncinata
Epipleoneura uncinata – gatunek ważki z rodziny łątkowatych (Coenagrionidae). Występuje w lasach Amazonii; stwierdzono go w północnej Brazylii i południowej Wenezueli. Znany z nielicznych okazów i słabo poznany.